# 青木和彦 (自動車工学者)

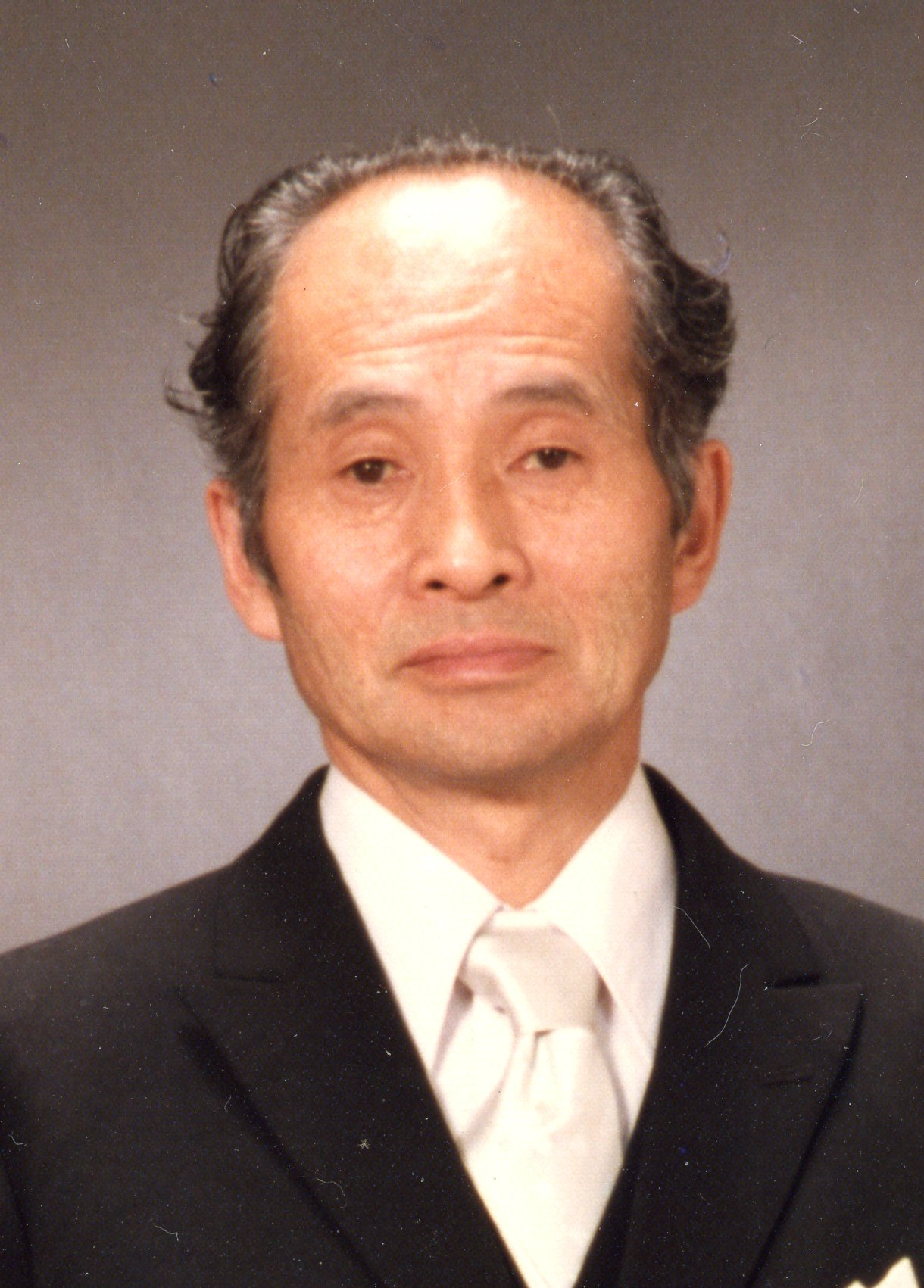
青木和彦

青木 和彦（あおき かずひこ、1919年1月25日 - 2007年3月7日）は日本の自動車工学者。元曙ブレーキ工業副社長。

## 略歴
日本の自動車や輸送機器のブレーキに対する草分け的な研究者・技術者として貢献。ブレーキのアンチロック・ブレーキ・システムやスキッド・コントロールなどを研究、ディスクブレーキを開発、曙ブレーキ工業で代表取締役副社長などとして活躍。ブレーキが、自動車における最も大事な要素の一つであることを強調するとともに、国際的にもSAE (米国自動車技術会) のブレーキ部会委員として活躍した。
また、下記の翻訳書により、日本に「人間工学」の概念を紹介した。また、自身の著書「ブレーキ」においても、「ブレーキの人間工学」という章を設けて解説している。これらの業績により、昭和58年には藍綬褒章を受章。

## 経歴
- 1941年 東京大学 工学部卒、大阪機工などを経て
- 1945年 鉄道技術研究所、
- 1950年 運輸省運輸技術研究所
- 1963年 曙ブレーキ工業入社
- 1964年 同取締役
- 1968年 SAE (the Society of Automotive Engineers; 米国）ブレーキ部会委員、
- 1979年 曙ブレーキ工業代表取締役副社長
- 1983年 藍綬褒章受章
- 1984年 退任
- 1986年 曙ブレーキ中央技術研究所社長の後、曙ブレーキ工業最高技術顧問、
- 1987年 曙ブレーキ工業相談役
- 2007年3月7日 88歳にて逝去。

## 著書・訳書
- 青木和彦: 『ブレーキ』(自動車選書)(山海堂、1987年) ISBN 4381100212
- ウッドソン: 『人間工学 ― 装置設計者のための』 (コロナ社、1956年) 青木和彦、野本明 (共訳) OCLC 674466748
  - 原書: W. E .Woodson: Human engineering guide for equipment designers, 1954, Univ.of California Press